# Sematophyllum flagelliferum
Sematophyllum flagelliferum är en bladmossart som beskrevs av Hugh Neville Dixon 1922. Sematophyllum flagelliferum ingår i släktet Sematophyllum och familjen Sematophyllaceae. Inga underarter finns listade i Catalogue of Life.